# Останови меня, ночь
Останови меня, ночь — второй студийный альбом группы «Адо». Первый записанный в профессиональных условиях и официально выпущенный альбом «Адо». На этом альбоме в составе группы дебютировали Дмитрий Юнькин и Иван Воропаев. Альбом был издан в 1991 году фирмой «Мелодия».

## Об альбоме

### История создания
После записи успешного дебютного альбома «Ночной суп» Андрей Горохов решил для нового альбома перезаписать лучшие старые песни в профессиональных условиях, а также записать новые. В середине 1988 года в состав группы вошли скрипач Виталий Левковец, бас-гитарист Дмитрий Юнькин и альтист Иван Воропаев (на тот момент участник группы «Аквариум»), принимавшие ранее участие в качестве сессионных музыкантов на записях, вошедших в официальное издание первого студийного альбома «Ночной суп». Виталий Левковец ушел из группы в 1989 году перед записью второго альбома, но принял участие в его записи в качестве сессионного музыканта (см. раздел Участники записи). Альбом был записан в 1990 году. В конце 1990 года студия, на которой записывались музыканты, подверглась вооруженному ограблению, в ходе которого пропала аппаратура и ленты, в том числе часть записей «Адо». По этой причине при издании альбома не была изданы песни «Музыка» и «Я давил цветное стекло». Утерянные записи были впоследствии восстановлены по кассетной копии альбома, что позволило переиздать альбом с полным треклистом в 1997 году.

### Список изданий альбома
Альбом был впервые выпущен в 1990 году неофициально в виде магнитоальбома. В 1991 году он был официально выпущен фирмой «Мелодия» на долгоиграющей пластинке. На этих двух изданиях треклист изменён по причине утери записей некоторых песен. Затем он был переиздан в 1997 году на CD лейблом RDM с полным треклистом, в 2002 году на кассете лейблом АиБ Рекордс, а в 2016 году лейблом Союз Мьюзик в формате сетевого релиза.

## Список композиций
Слова и музыка всех композиций — Андрей Горохов, кроме «Песня из 1964 года»: слова — народные, музыка — группа «Адо».

### Первое официальное издание 1991 года
| №  | Название                                                                                              | Длительность |
| -- | --- | ------------ |
| 1. | «Дом художника»                                                                                       | 1:02         |
| 2. | «Парк (Это осень)»                                                                                    | 4:10         |
| 3. | «Я защищаю дом»                                                                                       | 2:42         |
| 4. | «Что остаётся нам»                                                                                    | 3:31         |
| 5. | «Алессандро»                                                                                          | 4:28         |
| 6. | «Песня из 1964 года» (текст основан на детском стихотворении «Diddle, Diddle, Dumpling, My Son John») | 1:37         |

| №   | Название                    | Длительность |
| --- | --------------------------- | ------------ |
| 7.  | «Останови меня, ночь»       | 3:11         |
| 8.  | «Пассажир»                  | 2:27         |
| 9.  | «Стакан воды»               | 4:13         |
| 10. | «Я хотел бы умереть во сне» | 5:22         |
| 11. | «Вино и слёзы»              | 1:48         |

### Переиздание 1997 года
Также в таблице указаны отличия более поздних переизданий от этого издания.
| №   | Название                                               | Длительность |
| --- | ------------------------------------------------------ | ------------ |
| 1.  | «Музыка»                                               | 2:30         |
| 2.  | «Парк (Это осень)»                                     | 4:11         |
| 3.  | «Я защищаю дом»                                        | 2:43         |
| 4.  | «Пассажир»                                             | 2:27         |
| 5.  | «Что остаётся нам»                                     | 3:33         |
| 6.  | «Алессандро»                                           | 4:31         |
| 7.  | «Останови меня, ночь»                                  | 3:13         |
| 8.  | «Я хотел бы умереть во сне»                            | 5:24         |
| 9.  | «Стакан воды» (отсутствует на дальнейших переизданиях) | 4:15         |
| 10. | «Я давил цветное стекло»                               | 3:00         |
| 11. | «Вино и слёзы»                                         | 1:52         |

## Участники записи

### Группа «Адо»
- Андрей Горохов — вокал, гитара (кроме «Пассажир» и «Что остаётся нам»), губная гармоника («Музыка», «Я защищаю дом», «Песня из 1964 года», «Вино и слёзы»), перкуссия («Я защищаю дом»)
- Валерий Аникин — соло-гитара (кроме «Дом художника», «Музыка» и «Вино и слёзы»), сопилка («Я защищаю дом», «Песня из 1964 года», «Я хотел бы умереть во сне»), перкуссия («Пассажир», «Стакан воды»)
- Иван Воропаев — альт (кроме «Дом художника», «Я защищаю дом», «Песня из 1964 года», «Стакан воды», «Вино и слёзы», «Я давил цветное стекло»), клавишные («Музыка»)
- Дмитрий Юнькин — бас-гитара (кроме «Дом художника» и «Музыка»)

### Приглашённые музыканты
- Виталий Левковец — скрипка («Музыка»), бас-гитара («Музыка»)
- Сергей Левитин — электрогитара («Я защищаю дом»)
- Юлий Ягудин — перкуссия («Пассажир»)
- Николай Игнатичев — звуковые эффекты (на буклете указан как «работа с дверью») («Я защищаю дом»)

Примечания
1. 1 2  Альбом на Kroogi. Дата обращения: 14 сентября 2020. Архивировано 27 декабря 2019 года.
2. ↑  История группы на официальном сайте. Дата обращения: 14 сентября 2020. Архивировано 21 октября 2020 года.
3. ↑  Альбом на Discogs, 1991. Дата обращения: 14 сентября 2020. Архивировано 21 октября 2020 года.
4. ↑  Альбом на Discogs, 1997. Дата обращения: 14 сентября 2020. Архивировано 10 декабря 2020 года.
5. ↑  Альбом на Discogs, 2002. Дата обращения: 14 сентября 2020. Архивировано 22 февраля 2021 года.
6. ↑  Альбом на iTunes
7. ↑  Текст песни. Дата обращения: 18 сентября 2020. Архивировано 30 июля 2021 года.